# Studentenrekening
Een studentenrekening is een betaalrekening die speciaal is gericht op studenten. De studentenrekening biedt daardoor vaak vele voordelen specifiek voor studenten en is doorgaans een stuk goedkoper. Specifieke eigenschappen zijn dat de betaalrekening gratis is, er een mogelijkheid is om rood te staan en korting bij het afsluiten van verzekeringen en / of creditcards.
Uiteraard heeft de studentenrekening de normale eigenschappen van een hedendaagse betaalrekening, dus bij de rekening hoort ook een bankpas en toegang tot internetbankieren. Elke grote Nederlandse bank biedt een studentenrekening of studentenpakket aan. Wel verschillen de rekeningen op sommige vlakken van elkaar, zo zitten er meestal verschillen in de kredietlimiet, de kortingen en de voorwaarden om een rekening af te mogen sluiten.